# Orlando Ramón Agosti
assinatura
Orlando Ramón Agosti (San Andrés de Giles, 24 de agosto de 1924 – Buenos Aires, 7 de outubro de 1997) foi um militar argentino, membro da primeira junta militar que governou seu país após o golpe de estado que destituiu a presidente María Estela Martínez de Perón, em 24 de março de 1974.
Foi comandante da Força Aérea Argentina desde 18 de dezembro de 1975 até 25 de janeiro de 1979, sendo antecedido por Héctor Luis Fautario e sucedido por Omar Domingo Rubens Graffigna.
Julgado durante o governo de Raúl Alfonsín, Agostí foi declarado culpado em oito casos de tortura, sendo sentenciado a três anos e nove meses de prisão.